# بنک آو امریکا
بَنک آو اَمَریکا (به انگلیسی: Bank of America) شرکت خدمات مالی و بانکداری چندملیتی آمریکایی است، که اکنون به‌عنوان بزرگترین بانک ایالات متحده آمریکا شناخته می‌شود.
در سال ۲۰۱۰ بنک آو آمریکا، به‌عنوان پنجمین شرکت بزرگ در ایالات متحده آمریکا، از لحاظ میزان درآمد سالیانه شناخته شد، که در میان شرکت‌های غیرنفتی، پس از وال‌مارت و جنرال الکتریک، رتبه سوم را برای این بانک رقم می‌زد. همچنین مجله اقتصادی فوربز نیز این کورپوریشن را، در رتبه سوم از بزرگترین شرکت‌های جهان بر پایه میزان دارایی، قرار داد.
خریداری شرکت خدمات مالی مریل لینچ در سال ۲۰۰۹ این بانک را به بزرگ‌ترین بنگاه مدیریت دارایی جهان و یکی از بازیگران اصلی در حوزه بانکداری سرمایه‌گذاری در سطح بین‌المللی، تبدیل کرد. بنک آو امریکا در مجموع ۱۲٫۲٪ درصد از سهم بازار خدمات مالی را در ایالات متحده، در کنترل دارد و به‌همراه سیتی‌گروپ، جی‌پی مورگان چیس و ولز فارگو، به‌عنوان چهار مؤسسه مالی بزرگ آمریکا شناخته می‌شود. همچنین خدمات بخش بانکداری خرد این بانک به‌طور متوسط ۸۰٪ درصد از جمعیت ایالات متحده را تحت پوشش قرار می‌دهد.
در سال ۲۰۱۲ شمار مشترکان این بانک بالغ بر ۵۷ میلیون نفر برآورد شده‌است، که خدماتش را از طریق شبکه‌ای از ۵٫۱۵۱ شعبه و ۱۶٫۲۵۹ دستگاه خودپرداز، در ۵۰ ایالت آمریکا به‌اضافهٔ واشینگتن، دی. سی. و ۴۰ کشور دیگر، عرضه می‌نماید.

## تاریخچه

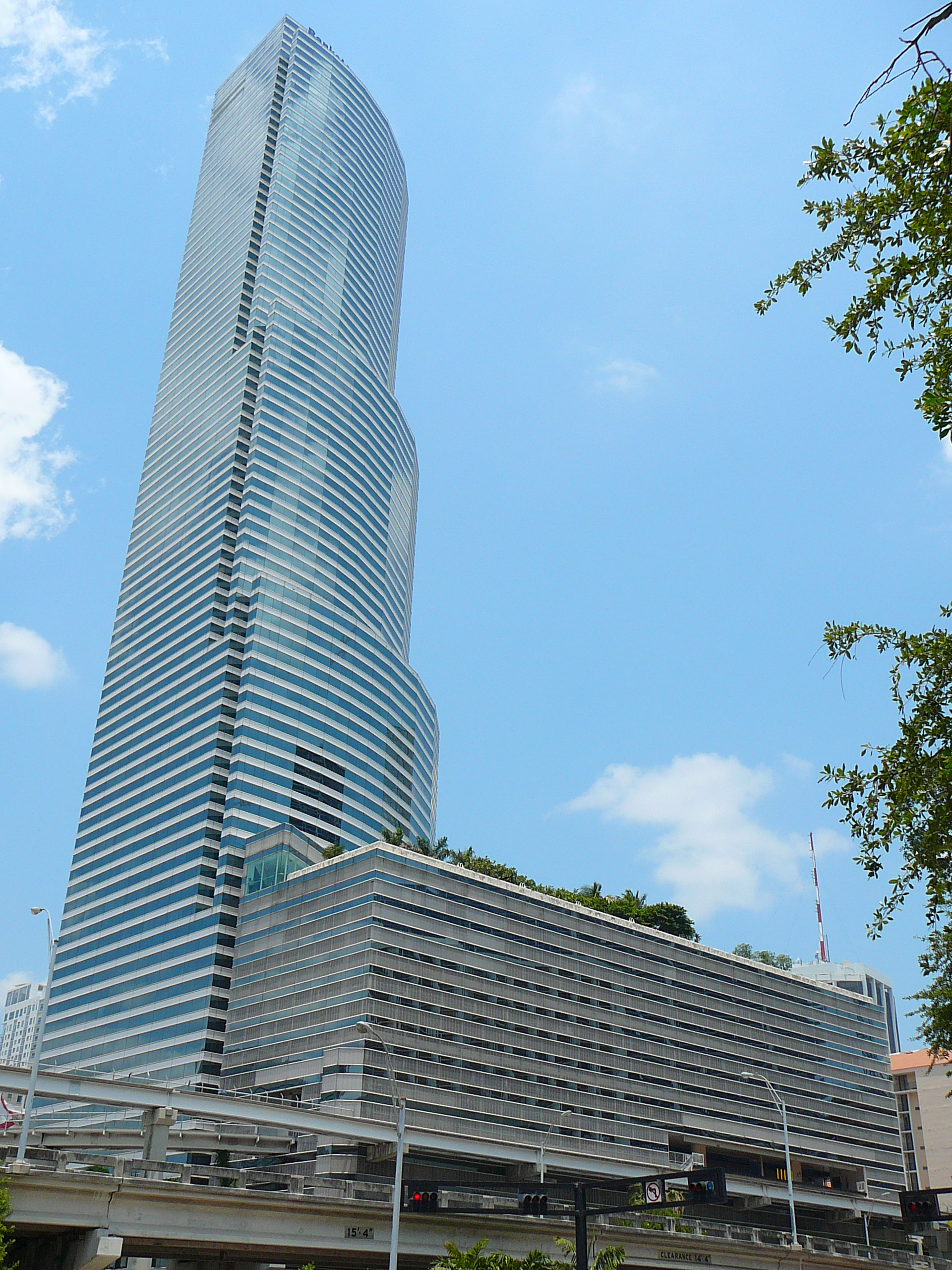
ساختمان اداری بنک آو آمریکا، در میامی (فلوریدا)

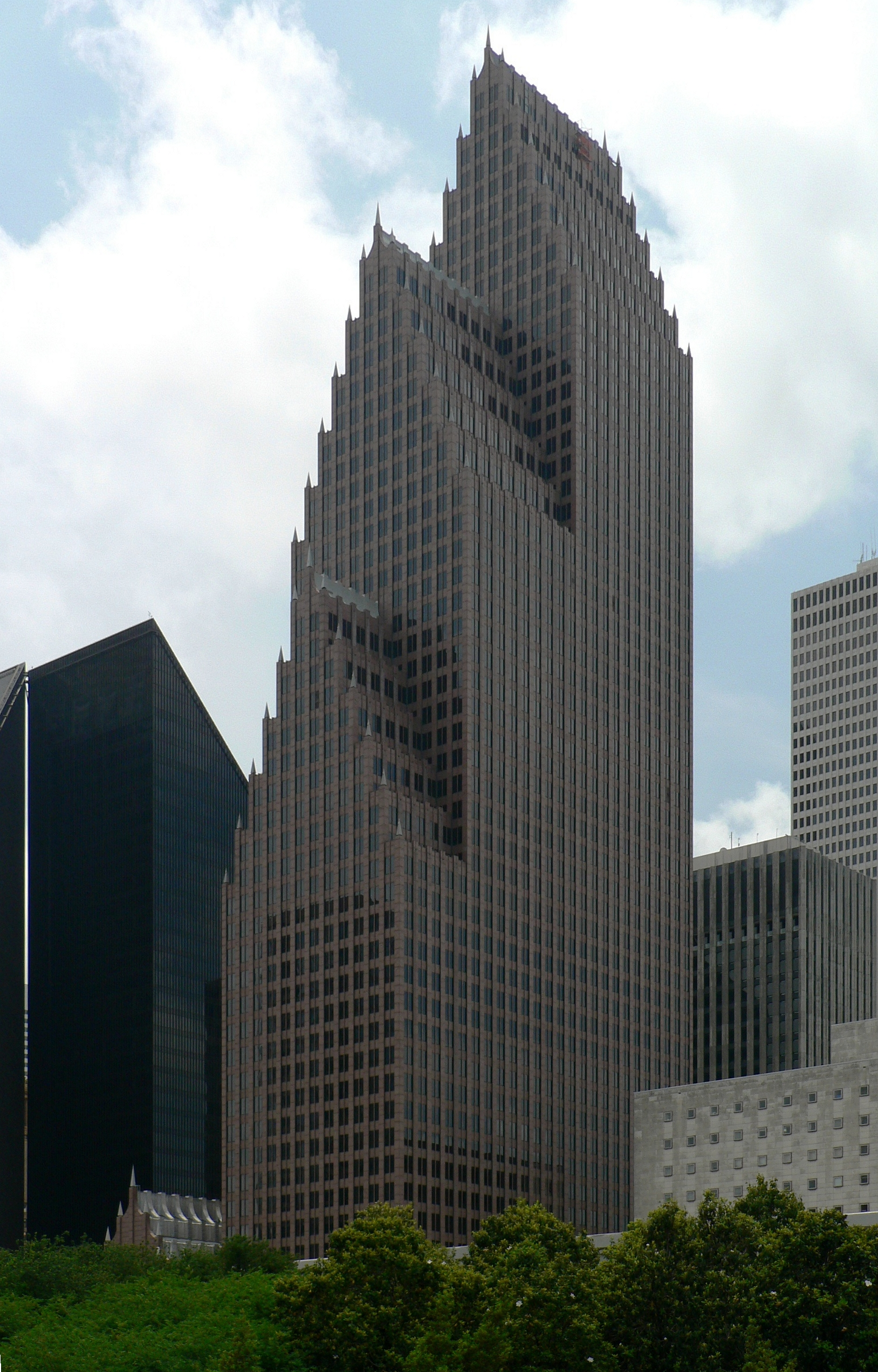
بنک آو آمریکا سنتر، در هیوستون

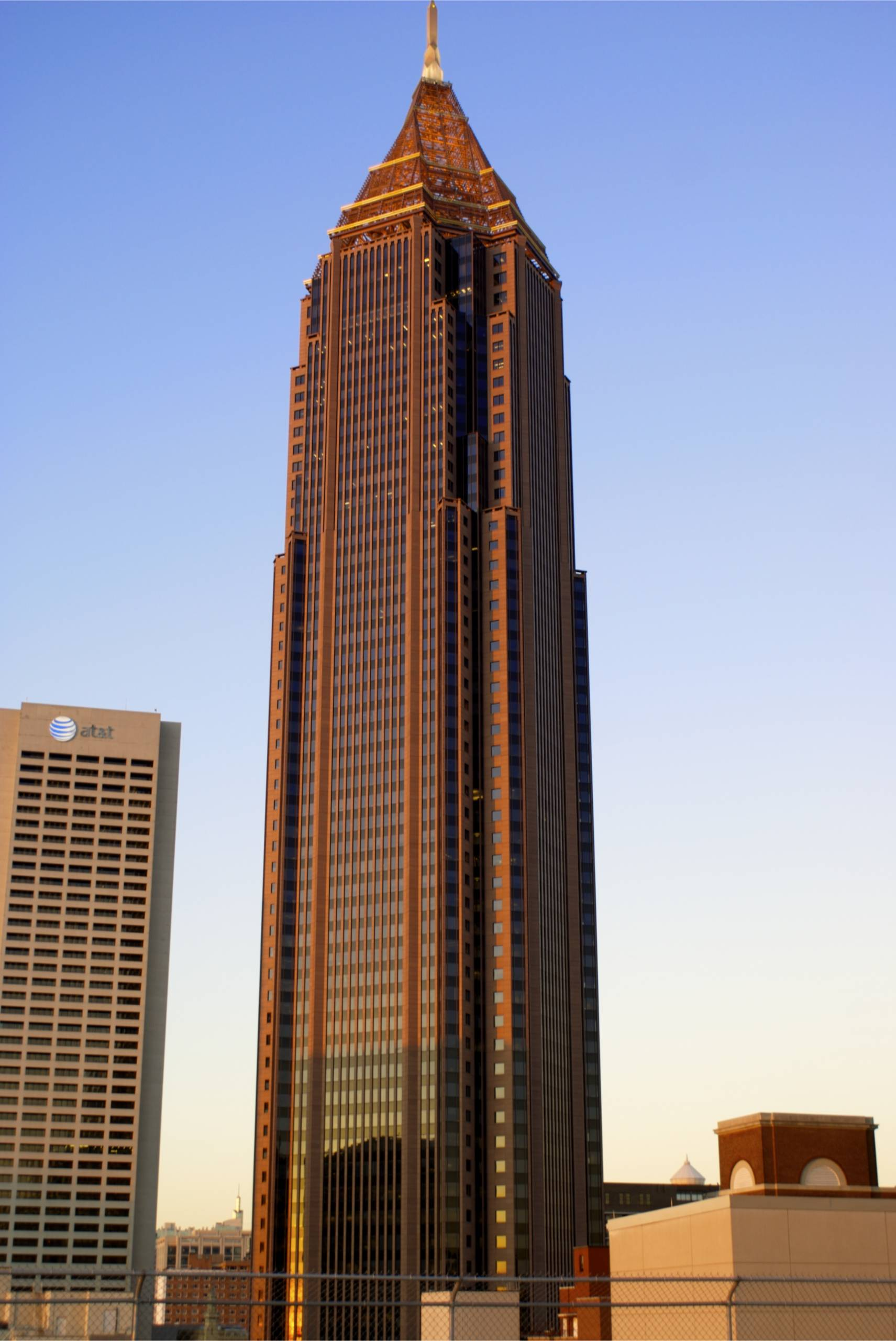
بنک آو آمریکا پلازا (آتلانتا)، در آتلانتا

ریشه‌های تأسیس بانک آو آمریکا به سال ۱۹۰۴ میلادی بازمی‌گردد، که توسط «آمادئو جیانینی» بانکدار آمریکایی ایتالیایی‌تبار، در شهر سان فرانسیسکو، ایالات متحده آمریکا، تحت نام بنک آو ایتالیا راه‌اندازی شد. هدف او ایجاد یک بانک برای مهاجران ایتالیایی بود، که نمی‌توانستند از خدمات دیگر بانک‌ها استفاده کنند.
بانک ایتالیا که دفتر مرکزی‌اش در سان فرانسیسکو قرار داشت، در جریان زمین‌لرزه ۱۹۰۶ سانفرانسیسکو شدیداً آسیب دید، اما جیانینی جزو معدود بانکدارانی بود، که توانست همه پول‌های خزانه‌اش را از میان شعله‌های آتش بیرون کشیده و بانکش را از ورشکستگی حتمی نجات دهد. پس از چند روز، جیانینی آغاز به وام دادن آن پول‌ها، به زلزله‌زدگان کرد. با بازگشت آن پول‌ها، او قدرت و اعتبار بیش از حدی به‌دست‌آورد و در سال ۱۹۲۲ «بانک ایتالیا و آمریکا» را در کشور ایتالیا تأسیس نمود.
در ۷ مارس ۱۹۲۷ بنک آو ایتالیا (با ۱۰۱ شعبه) و بانک تازه‌تأسیس لیبرتی بنک آو امریکا (با ۱۷۵ شعبه) با هم ادغام شدند. در سال ۱۹۲۸ این شرکت با بنک آو امریکا لوس‌آنجلس که در ۱۹۲۳ توسط «اورا مونته» تأسیس شده بود، ادغام شدند و بزرگ‌ترین مؤسسه مالی و بانکی در ایالات متحده را تشکیل دادند. نام رسمی بنک آو ایتالیا نیز پس از این ادغام، به بنک آو امریکا تغییر یافت و مدیریت بانک جدید به عهده آمادئو جیانینی و او را مونته قرار گرفت.
جیانینی علاقهٔ بسیاری به گسترش در همه ایالات غربی داشت و به تدریج شعب مختلفی در این حوزه افتتاح کرد. این توسعه تحت شرکت هلدینگ «ترانس آمریکا» انجام گرفت، اما در سال ۱۹۵۳ قانون‌گذاران بر جداسازی این هلدینگ از بانک آمریکا، پافشاری بسیاری کردند.
بانک آمریکا بزرگ‌ترین ارائه دهنده خدمات کارت‌های اعتباری در جهان به حساب می‌آمد و از این رو می‌توان آن را پرچم‌دار بانکداری الکترونیک در جهان نامید. «آمریکارد»؛ نخستین کارت اعتباری بانکی، با شکل و شمایل امروزی آن بود. این کارت اعتباری در سال ۱۹۷۷ میلادی تغییر نام پیدا کرد و امروزه ما آن را با نام معتبر «ویزا کارت» می‌شناسیم. این کارت اعتباری تقریباً در همه کشورهایی که از سامانه بانکی مدرن و متصل به شبکه جهانی بانکداری برخوردار هستند، فعال است.
در سال‌های ۱۹۸۶ و ۱۹۸۷ بانک آمریکا با ارائه وام‌های کلان به کشورهای جهان سوم، زیان بسیاری را تجربه کرد، که بخش اعظم از این وام‌ها، به کشورهای آمریکای لاتین عرضه شده بودند. این موضوع باعث اخراج مدیرعامل وقت بانک؛ سام آرماکاست و جایگزینی وی با آلدن دبلیو کلوزن گردید.
بنک آو امریکا در پائیز ۱۹۸۶ برای رهایی از مشکلات مالی، اقدام به فروش شرکت تابعه فاینانس‌امریکا به شرکت کرایسلر نمود. در ابتدای سال ۱۹۸۷ نیز بانک آمریکا و ایتالیا خود را نیز به دویچه بانک واگذار کرد.
سرانجام در ماه‌های پایانی سال ۱۹۸۷ زیان‌های حاصل از وام‌ها، به سقوط بازار سهام بانک آمریکا انجامید و قیمت هر سهم آن تا ۸ دلار کاهش پیدا کرد. این وضعیت تا سال ۱۹۹۲ ادامه پیدا کرد، که در نهایت در این سال (۱۹۹۲) بار دیگر روند صعودی خود را از سر گرفت. بنک آو امریکا در دهه‌های ۱۹۹۰ و ۲۰۰۰ میلادی، بسیار موفق ظاهر شد و خود را به‌عنوان یکی از بزرگترین بانک‌های جهان مطرح کرد.
امروزه اصلی‌ترین فعالیت بنک آو آمریکا، پرداخت وام و قراردادهای مشارکتی در بخش مسکن و در واقع همان وام مسکن بود. شرکت‌های ساختمانی و صاحبان صنایع کوچک نیز اصلی‌ترین مشتریان بانک آمریکا را تشکیل می‌دادند، که بیشتر با قراردادهای مشارکتی با این بانک مربوط شده بودند.
ارائه خدمات مالی بین‌المللی به تجار و بازرگانان، یکی دیگر از شاخه‌های اصلی فعالیت بانک آمریکا در دوره فعالیتش در صنعت بانکداری ایالات متحده به‌شمار می‌آید.
ادغام ویزا کارت با مسترکارت و تشکیل بزرگ‌ترین شبکه کارت‌های اعتباری در جهان، از برنامه‌های اصلی بانک آمریکا است، که از سوی مدیران آن پیگیری می‌شود. در حقیقت با این ادغام شبکه کارت‌های اعتباری اروپا و ایالات متحده به صورت یکپارچه در خواهند آمد. بانک آمریکا اکنون بخشی از سهام مستر کارت را در اختیار دارد.

## آمار و ارقام
ارزش دارایی این بانک تا پایان سال ۲۰۰۶ حدود ۵۷۱ میلیارد دلار بود که تا پایان سال مالی ۲۰۱۲ مجموع دارایی‌های آن به ۲٫۲۰۹ تریلیون دلار افزایش پیدا کرد.
بر اساس اوراق قانونی بانک آمریکا، مجموع درآمد این بانک در سال ۲۰۰۶ میلادی ۱۱۷ میلیارد دلار بوده‌است که از این مبلغ ۲۱ میلیارد دلار آن را سود خالص شرکت تشکیل می‌داده‌ است، که در سال ۲۰۱۲ درآمد آن به ۸۳٫۳۳ میلیارد دلار و سود خالص به ۴٫۱۸۸ میلیارد دلار کاهش یافته‌است.

## عملیات
بنک آو امریکا یک شرکت خدمات مالی است که از لحاظ دارایی بزرگ‌ترین شرکت هلدینگ بانکی در ایالات متحده آمریکا محسوب می‌شود. این بانک مشتریانی در بیش از ۱۵۰ کشور جهان داشته و تقریباً با ۹۹٪ درصد از شرکت‌های فهرست فورچون ۵۰۰ و ۸۳٪ درصد لیست فورچون جهانی ۵۰۰ ارتباطات مالی دارد.
بخش بانکداری خرد بانک آمریکا با در اختیار داشتن ۵٫۸۰۰ شعبه بانک و ۱۸٫۰۰۰ دستگاه خودپرداز در ایالات متحده، در سال ۲۰۰۵ بالغ بر ۵۱٪ درصد از مجموع درآمدهای این بانک را به خود اختصاص داده‌است.
بنک آو امریکا عضو شبکه بانکی بین‌المللی بنام گلوبال ای‌تی‌ام آلیانس می‌باشد. این شبکه در عمل، مجموعه‌ای از دستگاه‌های خودپرداز است، که از بانک‌های بارکلیز؛ بریتانیا، ب ان پ پاریبا؛ فرانسه، بانک سازندگی چین؛ چین، دویچه بانک؛ آلمان، اسکوشیابانک؛ کانادا، وستپک؛ استرالیا، سانتاندر گروپ، اسپانیا و سانتاندر مکزیک؛ مکزیک تشکیل می‌شود.

## مدیریت ارشد
بانک آمریکا ۲۳۶ هزار کارمند دارد، که در ۴۰ کشور جهان مشغول ارائه خدمات به مشتریان هستند. اکنون برایان موینیهان، مدیرعامل و چارلز او. هالیدی رئیس هیئت مدیره بانک آمریکا می‌باشند.
هیئت مدیره بنک آو امریکا از افراد زیر تشکیل شده است:
- سوزان بیز
- چارلز او. هالیدی: رئیس هیئت مدیره بنک آو امریکا و رئیس هیئت مدیره و مدیرعامل سابق شرکت دوپونت
- برایان موینیهان: مدیرعامل بنک آو امریکا
- موکش آمبانی: رئیس هیئت مدیره شرکت ریلاینس
- توماس ام. ریان: مدیرعامل شرکت سی‌وی‌اس کرمارک
- رابرت دبلیو. اسکالی: رئیس هیئت مدیره اسبق مورگان استنلی
- فرانک پی. برامبل
- ویلیام بوردمن: رئیس هیئت مدیره اسبق ویزا کارت
- دی. پل جونز
- چارلز کی. گیفورد: رئیس هیئت مدیره اسبق بنک آو امریکا

## اطلاعات مالی

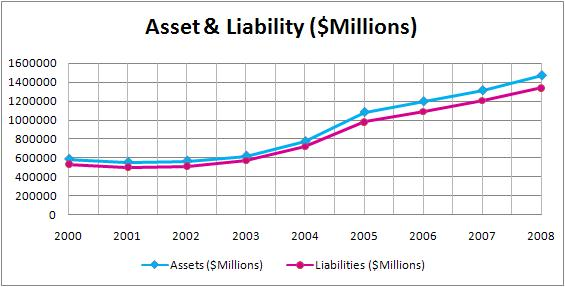
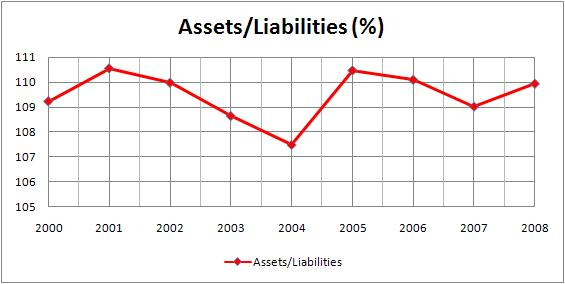
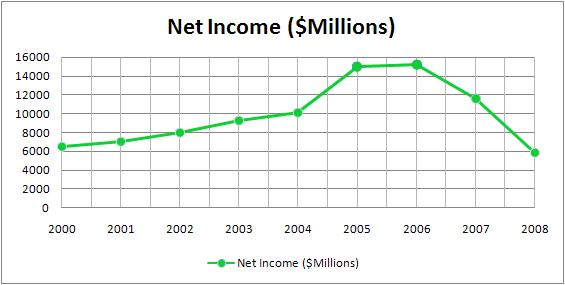

## سهامداران اصلی
| نام             | میزان سهام |
| --------------- | ---------- |
| برایان موینیهان | ۴۸۱٬۸۰۶    |
| توماس مونتگ     | ۳۵۱٬۹۵۲    |
| بروس آر. تامسون | ۲۶۷٬۸۰۴    |
| تری پی. لافلین  | ۱۰۶٬۳۰۹    |
| رابرت اسکالی    | ۹۰٬۷۱۶     |

| مؤسسه                   | میزان سهام  | درصد سهام |
| ----------------------- | ----------- | --------- |
| استیت استریت            | ۴۶۰٬۴۹۶٬۵۷۵ | ۴٫۵۴      |
| گروه ونگارد             | ۳۷۵٬۳۶۵٬۸۷۷ | ۳٫۷۰      |
| بلک‌راک                  | ۲۵۶٬۵۵۲٬۵۷۳ | ۲٫۵۳      |
| جی‌پی مورگان چیس         | ۲۰۴٬۹۰۹٬۸۱۲ | ۲٫۰۲      |
| شرکت مدیریت ولینگتون    | ۱۶۱٬۶۹۱٬۲۱۴ | ۱٫۶۰      |
| کپیتال گروپ             | ۱۳۱٬۳۲۷٬۹۸۵ | ۱٫۳۰      |
| بانک نیویورک ملون       | ۱۱۶٬۳۹۶٬۱۷۴ | ۱٫۱۵      |
| شرکت سرمایه‌گذاری کپیتال | ۱۱۲٬۲۰۰٬۰۰۰ | ۱٫۱۱      |
| نورترن تراست            | ۱۱۱٬۸۷۳٬۰۸۹ | ۱٫۱۰      |
| فرانکلین ریزورزس        | ۱۱۱٬۸۵۲٬۸۱۵ | ۱٫۱۰      |

## بلوکه کردن حساب‌های ایرانیان
در فروردین و اردیبهشت ۱۳۹۲ شماری از دانشجویان و برخی از آمریکاییان ایرانی‌تبار اعلام داشتند که این بانک اقدام به بستن حساب آن‌ها نموده‌است. هرچند بنک آو امریکا از دادن هرگونه اطلاعاتی در این باره اجتناب ورزیده‌است، اما برخی ناظران معتقدند این اقدام در راستای تحریم‌ها علیه ایران صورت گرفته‌است. شورای ملی ایرانیان آمریکا با نوشتن نامه‌ای به مدیر عامل این بانک سعی کرد تا این موضوع را حل نماید، اما مسئولان بانک پاسخی به نامه مذکور ندادند. درحالی‌که بانک اصرار بر اطلاع‌رسانی پیش از انسداد حساب‌ها دارد، بسیاری از افرادی که حساب آن‌ها مسدود شده اعلام داشته‌اند که چنین نامه‌ای از طرف بانک دریافت نکرده‌اند.